# 주차장 건물

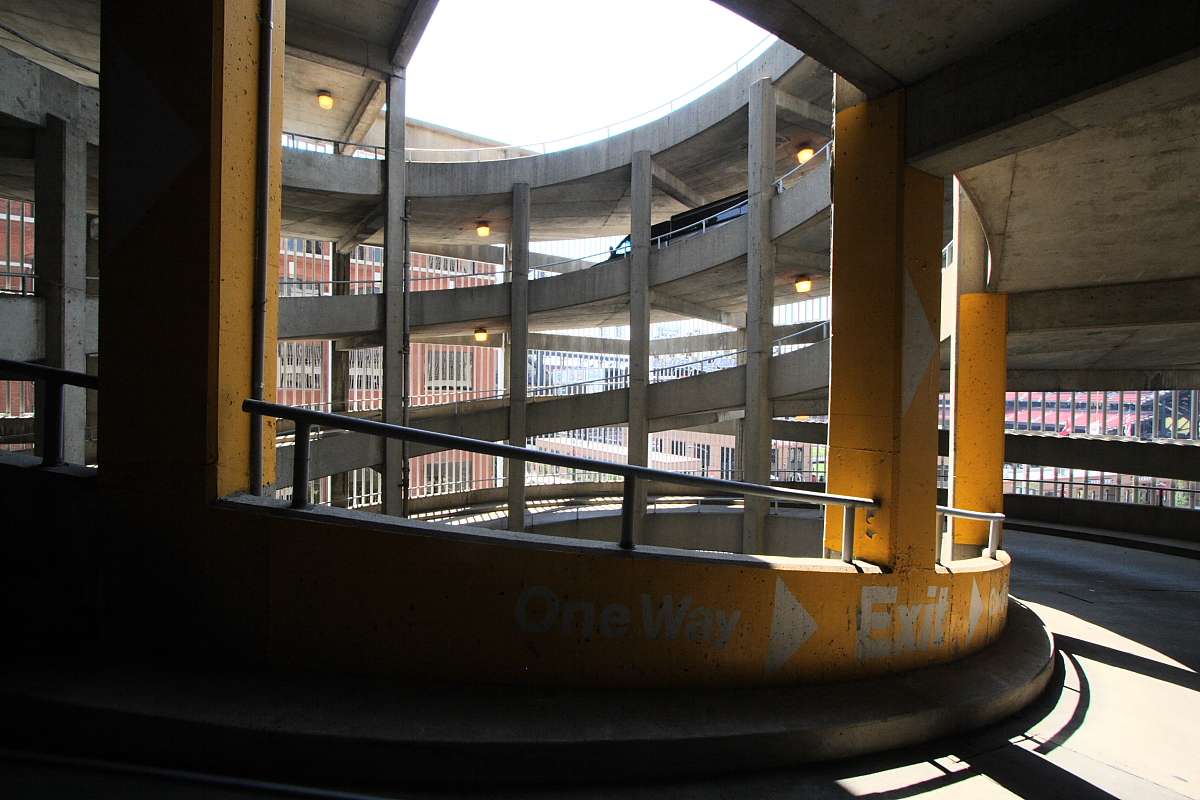
부시 스타디움의 주차장

주차장 건물(駐車場建物)은 주차장을 목적으로 하는 건물로, 다층 주차장(多層駐車場), 주차 빌딩(駐車building), 또는 파케이드(영어: parkade)라고도 한다.
자동차, 오토바이 및 자전거 주차를 위해 설계된 건물이며 주차가 이루어지는 여러 층이 있다. 본질적으로 자동차가 적층된 실내의 주차장이다. 최초의 알려진 다층 시설은 1901년 런던에 지어졌으며 최초의 지하 주차장은 1904년 바르셀로나에 지어졌다. 주차장 구조가 거의 모두 다층이기 때문에 다층(multistory)이라는 용어는 미국에서 거의 사용되지 않는다. 주차 구조물이 폐쇄된 경우 난방이 될 수 있다.
주차 구조물의 설계는 신규 개발 계획에 상당한 비용을 추가할 수 있으며 신축 건물 주차 요건에서 도시에서 의무화할 수 있다. 런던과 같은 일부 도시는 이전에 제정된 최소 주차 요건을 폐지했다. 최소 주차 요건은 미국의 지자체(주에서는 주차 요건을 규정하지 않지만 카운티와 도시에서는 규정할 수 있음)에 대한 구역 설정 및 계획 코드(planning code)의 특징이다.

## 같이 보기
- 아케이드 (건축)
- 아우토슈타트
- 자동 주차